# Clark Gable
William Clark Gable (ur. 1 lutego 1901 w Cadiz, zm. 16 listopada 1960 w Los Angeles) – amerykański aktor filmowy.
Jeden z najbardziej dochodowych aktorów w historii kina, ikona „Złotej Ery Hollywood”. American Film Institute umieścił go na siódmym miejscu w rankingu „Największych aktorów wszech czasów” (The 50 Greatest American Screen Legends). Ze względu na swój status w świecie filmu był zwany „królem Hollywood” lub po prostu „królem”. Był regularnie notowany na liście najbardziej dochodowych gwiazd Hollywood.
Karierę aktorską rozpoczął od występów w teatrze, następnie grywał mało znaczące role w niemych filmach w latach 1924–1926. Na początku lat 30. zdobył większą popularność i od tej pory wcielał się zazwyczaj w role amantów, wpływowych i władczych mężczyzn. Specjalizował się w komediach romantycznych oraz dramatach. Zagrał w ponad 60 filmach, m.in. w Mogambo, Prymusie czy Skłóconych z życiem. Zyskał uznanie nie tylko widowni, ale również krytyków. Za rolę Petera Warne’a w filmie Ich noce został nagrodzony Oscarem, ponadto był nominowany do tej nagrody za udział w Buncie na Bounty i rolę Rhetta Butlera w Przeminęło z wiatrem, jednym z najbardziej dochodowych filmów wszech czasów. Jego partnerkami ekranowymi były m.in.: Greta Garbo (Zuzanna Lenox), Jean Harlow (The Secret Six, Kaprys platynowej blondynki, W twoich ramionach, China seas, Wife vs. Secretary, Saratoga), Norma Shearer (Wolne dusze, Strange Interlude, Idiot’s Delight), Myrna Loy (Night Flight, Men in White, Manhattan Melodrama, Wife vs. Secretary, Parnell, Test Pilot, Too Hot to Gandle) i Joan Crawford, z którą współpracował aż ośmiokrotnie. W latach 1942–1944 służył w amerykańskich siłach powietrznych w czasie II wojny światowej.
Słynął w prasie z licznych romansów z kobietami, a najbardziej znany był jego związek z aktorką Carole Lombard. Zmarł na atak serca w 1960.

## Życiorys

### Młodość
Pochodził z rodziny farmerskiej Williama Henry’ego Gable’a (1870–1948) i Adeline z d. Hershelman (1869–1901), o korzeniach niemieckich. Jego matka zmarła niedługo po porodzie syna, a ojciec był nielegalnym poszukiwaczem złóż nafty. W wieku 16 lat porzucił szkołę i imał się różnych prac, m.in. pracował na farmie ojca w Hopedale i w fabryce gumy w Akron. W tym okresie po obejrzeniu sztuki The Bird of Paradise pokochał teatr, a w jednym z nich zatrudnił się jako pomocnik inspicjenta. Następnie pracował przy rąbaniu drewna i obsłudze świdra na polach naftowych ojca w pobliżu Bigheart w stanie Oklahoma. Porzucił pracę na polach naftowych na rzecz pracy fizycznej dla trupy teatralnej w Kansas. Pracował też jako drwal przy układaniu torów w Bend w stanie Oregon i sprzedawał krawaty w domu towarowym w Astorii. W wieku 21 lat otrzymał spadek po swoim dziadku . Zaczął realizować marzenie o teatrze i zawodzie aktora, czego nie rozumiał jego ojciec, przez co obaj nie kontaktowali się ze sobą przez wiele lat. William, zapytany w 1932 przez dziennikarzy o relację z synem, powiedział: Obaj jesteśmy niezależni i tak się po prostu stało, że nasze drogi się rozeszły. On nigdy nie oczekiwał niczego ode mnie, ani ja od niego. Mimo wszystko wiele myślimy o sobie nawzajem .
W 1922 Gable występował w różnych przedstawieniach wędrownych trup aktorskich, zadebiutował 23 lipca 1922 rolą kucharki Elizy w spektaklu Kiedy kobiety rządzą. Nie przeszedł przesłuchań do Astoria Stock Company, po czym zatrudnił się przy zakładaniu telefonów. Na przesłuchaniu do Astoria Stock Company poznał aktorkę Franz Dorfler, z którą się zaręczył. Za jej namową skontaktował się z doświadczoną nauczycielką aktorstwa Josephine Dillon, która stała się protektorką Gable’a. Stworzyła nowy wizerunek Gable’a, m.in. zapłaciła za jego zabiegi dentystyczne, poza tym kupiła mu samochód, by mógł jeździć na przesłuchania do wytwórni filmowych, oraz pracowała z nim nad emisją głosu. Zmiany umożliwiły początkującemu aktorowi angaż do kilku mało znaczących niemych filmów i sztuk teatralnych; zagrał m.in. w filmach White Man i Cena chwały oraz w spektaklach: Romeo i Julia i Kołysanka. Wówczas zmienił swoje imię na pseudonim sceniczny Clark.
Na początku kariery przespał się z aktorem Williamem Hainesem, upatrując w tym szansy na zrobienie kariery. Zagrał w kilku filmach Hainesa: The Pacemakers, Czas szkoły i Gwiazda Północna. Zagrał też w spektaklu Madame X i filmach Copperhead i Chicago. Występował też w zespole teatralnym w Teksasie i dostał rolę w sztuce Machina wystawianej w Nowym Jorku. Po zdjęciu spektaklu z afisza popadł w długi. W sezonie teatralnym 1927–1928 zdobył pewne uznanie i zaczął grać na Broadwayu .

### Lata 30.

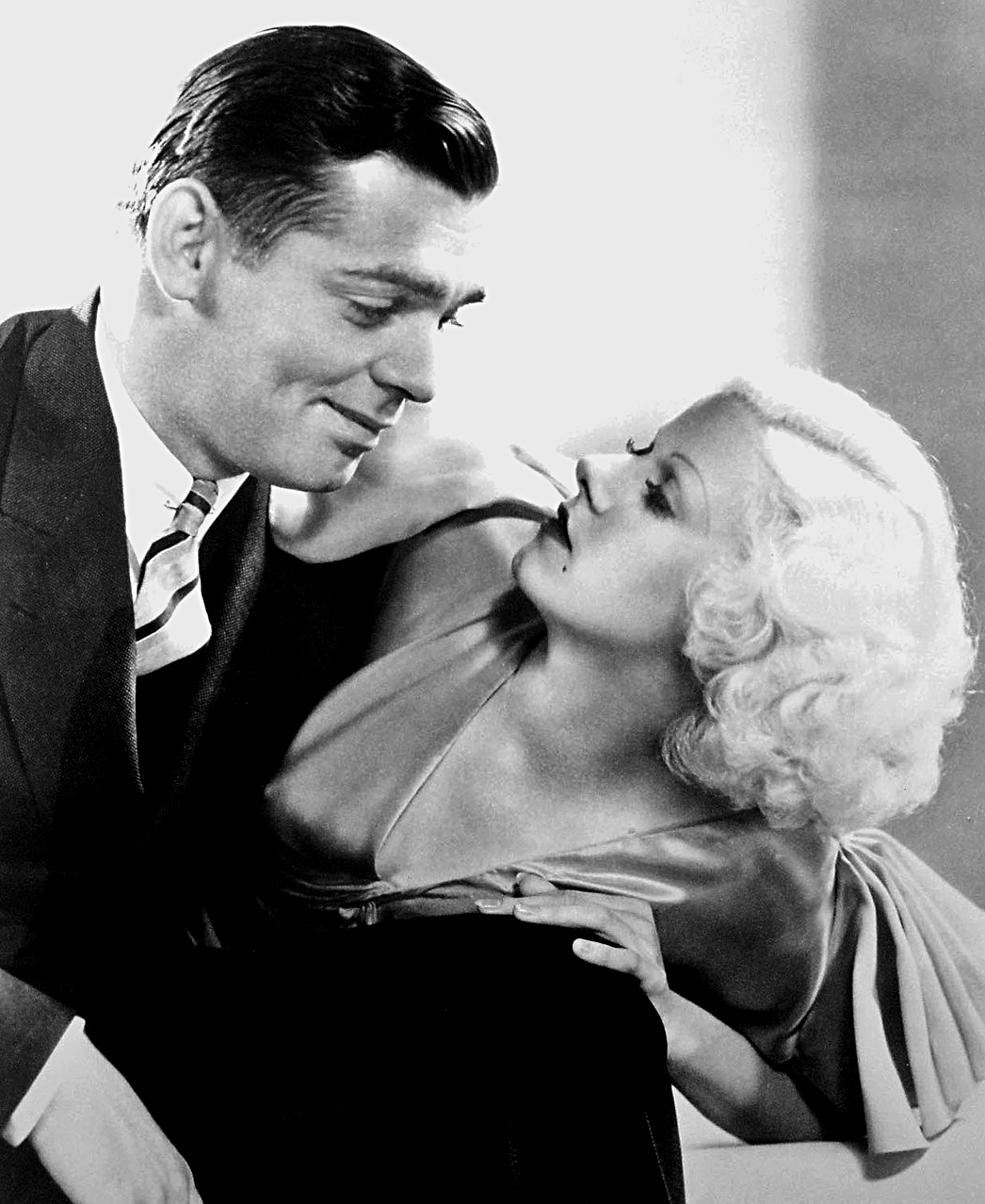
Gable i Jean Harlow w filmie W twoich ramionach

Za namową Rii Langham przyjął rolę w filmie The Last Mile. Występem w filmie zdobył uznanie krytyków i zwrócił na siebie uwagę reżyserów. Po podpisaniu kontraktu z wytwórnią MGM wystąpił w swoim pierwszym filmie dźwiękowym, grając kowboja w westernie The Painted Desert. Po roli gangstera w Wolnych duszach stał się ulubieńcem żeńskiej części publiczności. Zaczął grywać role amantów, silnych i zdecydowanych mężczyzn; z takim emploi był kojarzony przez niemal całą karierę. John Barrymore określił Gable’a jako „Valentino w ciele Jacka Dempseya”.
Wczesną wiosną 1931 premierę miała seria filmów z udziałem Gable’a: The Easiest Way i Dance, Fools, Dance. Choć w obu odegrał niewielkie role, to został zauważony przez krytyków oraz magazyny poświęcone kinu, takie jak. „Motion Picture Herald” i „Variety”. Gable był postrzegany jako najbardziej obiecujący aktor od czasów przejścia z kina niemego na dźwiękowe, do którego doszło w 1929. Producentom MGM w tym okresie brakowało nowych aktorów pierwszoplanowych. Irving Thalberg twierdził, że Gable miał zadatki na bycie największą gwiazdą wytwórni, poza tym mógł dać jej impuls do dalszego rozwoju i komercyjnych sukcesów. Fotografowie Clarence Bull i George Hurrell, którzy byli odpowiedzialni za portretowanie Gable’a, zgodnie twierdzili, że aktor był ponadprzeciętnie fotogeniczny. Pierwszym etapem w tworzeniu nowej gwiazdy filmowej było napisanie od nowa biografii aktora dla potrzeb prasy. Po treningach na siłowni i sesjach ze specjalistami od wizerunku Gable był gotowy do rozpoczęcia nowego etapu w swoim życiu .
Po sukcesie Zuzanny Lenox aktor, ze względu na warunki fizyczne, rozważany był do roli Tarzana, jednak ostatecznie rolę otrzymał Johnny Weissmuller. W Possessed (1931) po raz trzeci zagrał z Joan Crawford, ale tym razem miał równorzędną rolę. Następnie wystąpił w kilku filmach z Joan Crawford: Kaprys platynowej blondynki, W twoich ramionach i Tańcząca Wenus. Od udziału w Hell Divers przez lata był kojarzony z lotnictwem, bo grał pilotów częściej od jakiejkolwiek innej profesji, poza tym większość ówczesnego społeczeństwa amerykańskiego nie miała okazji latać samolotem, dlatego pilotów postrzegano ze szczególną estymą. Dzięki znajomości z ekranową partnerką, Marion Davies, podpisał dwuletni kontrakt od MGM, który gwarantował mu zarobek 2 tysięcy dolarów tygodniowo.

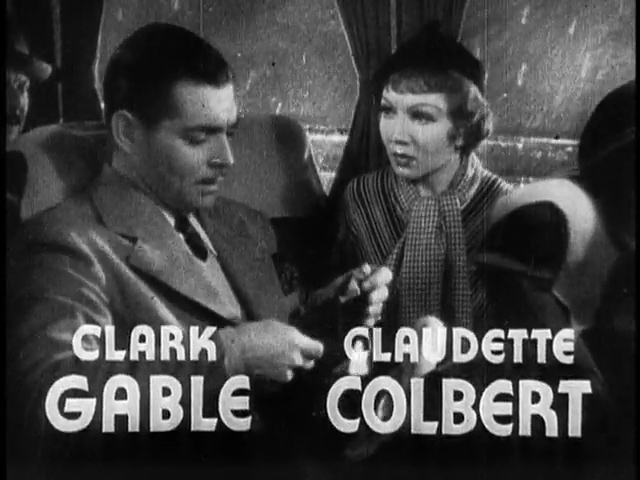
Gable i Claudette Colbert w filmie Ich noce

W 1934 został udostępniony przez wytwórnię MGM niszowej wówczas Columbii Pictures, która kręciła film Ich noce. Początkowo był niezadowolony z tego faktu, ale zmienił zdanie po spotkaniu z reżyserem Frankiem Caprą i zapoznaniu się ze scenariuszem komedii. Capra po latach wspominał: Clark świetnie się bawił na planie. Grał siebie, może ten jedyny raz w swojej karierze. Chłopięcy i szorstki he-man to był właśnie Gable . Film spotkał się ze świetnym przyjęciem i idealnie wpasował się w gusta widowni okresu wielkiego kryzysu. Garderoba głównego bohatera (pulower z dekoltem w szpic, filcowa fedora, trencz) stała się na jakiś czas modna, podobnie jak wąsy typu pencil. Według jednej z miejskich legend scena, w której Gable wystąpił bez podkoszulki, miała rzekomo spowodować spadek sprzedaży tej odzieży o kilkadziesiąt procent w USA. 27 lutego 1935 na gali rozdania Oscara Gable odebrał z rąk Irvinga Cobba nagrodę za najlepszą pierwszoplanową rolę męską w Ich nocach. W przemowie po zwycięstwie powiedział: Jest tak wielu dobrych aktorów w tym biznesie, ale czuję się szczęśliwy jak dziecko i trochę głupio, że mnie wybrano . Po sukcesie Ich nocy stał się pierwszoligową gwiazdą Hollywood i podpisał siedmioletni kontrakt, który przewidywał zarobki w wysokości 4 tysięcy dolarów tygodniowo przez pierwsze trzy lata, następnie 4,5 tys. dolarów tygodniowo przez kolejne 2 lata i 5 tysięcy dolarów na tydzień w ostatnich dwóch latach. Gable mógł grać co najwyżej w trzech filmach w danym roku kalendarzowym, a gdyby pracodawca chciał skorzystać z usług aktora w większym wymiarze, aktor zarobiłby dodatkowe 25 tysięcy dolarów za każdy dodatkowy film .

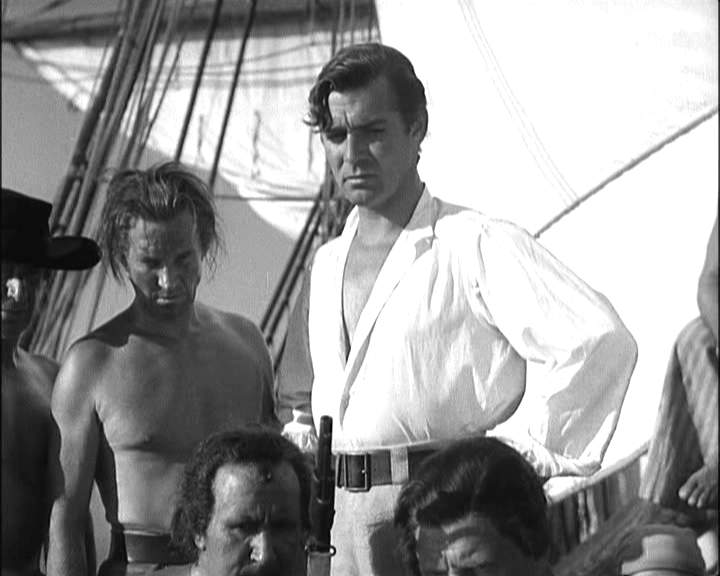
Gable w Buncie na Bounty

Po Ich nocach zagrał w filmach Ludzie w bieli i Manhattan Melodrama z Myrną Loy oraz w Uwięzionych z Joan Crawford. Za rolę Fletchera Christiana, przewodzącego buntowi wobec despotycznego i okrutnego kapitana Bligha (Charles Laughton), w filmie Bunt na Bounty otrzymał w 1935 nominację do Oscara. Choć chwalił sobie współpracę na planie z Franchotem Tone, nie mógł porozumieć się z Charlesem Laughtonem. Biografowie aktora wysuwają tezę, jakoby Gable nie tolerował mężczyzn, którzy obnosili się ze swoim homoseksualizmem. Gable starał się zachować profesjonalizm w scenach z Laughtonem, a ten miał unikać kontaktu wzrokowego z filmowym partnerem. Sytuację opanował Irving Thalberg, apelując do obu aktorów, aby „nie zachowywali się jak primadonny”. Obaj aktorzy unikali siebie poza planem.

#### Współpraca ze Spencerem Tracym

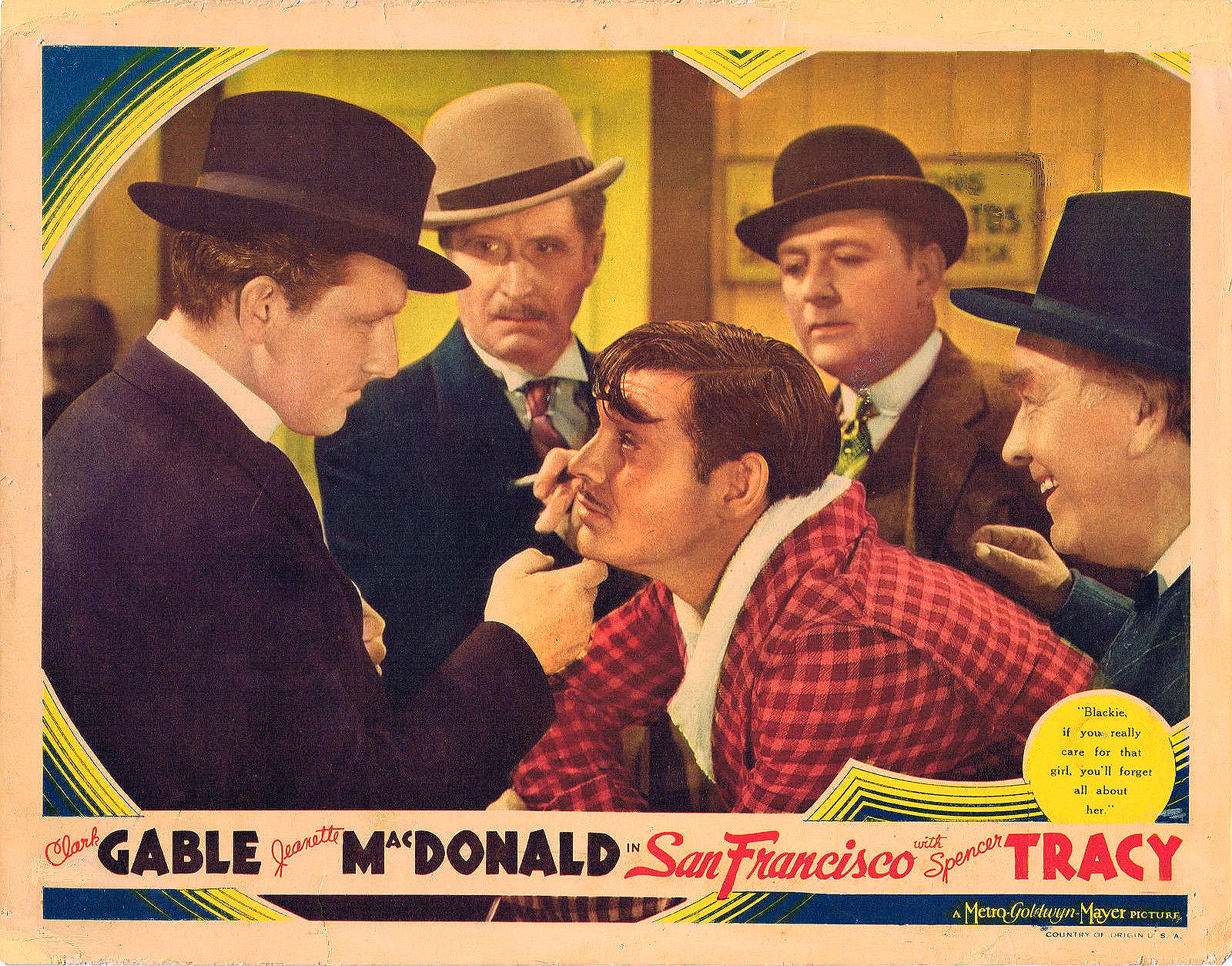
Spencer Tracy i Gable

Tracy, zaledwie 10 miesięcy starszy od Gable’a, był niespełnionym aktorem po pięciu rozczarowujących latach pracy dla wytwórni Fox Film. Obaj mężczyźni byli zupełnie inni wizualnie, zatem nie rywalizowali o te same role, aczkolwiek to Gable uważał Tracy’ego za lepszego aktora i obawiał się, że ten może lepiej zaprezentować się przed kamerami. Aktorzy współpracowali ze sobą na planie filmów: San Francisco, Test Pilot i Boom Town. Na planie tego drugiego doszło do rywalizacji między aktorami – Tracy, zazdrosny o karierę Gable’a, próbował zagrać scenę śmierci swojego bohatera w sposób jak najbardziej przejmujący, co miało nie spodobać się Gable’owi. Tuż po nakręceniu Test Pilot w 1938 kariera Gable’a osiągnęła apogeum – w wyniku plebiscytu, w którym miało brać udział 20 milionów fanów, został mianowany przez Eda Sullivana „królem Hollywood”, choć spekuluje się, że głosowanie mogło być w pewien sposób zmanipulowane przez wytwórnię MGM.

#### Przeminęło z wiatrem

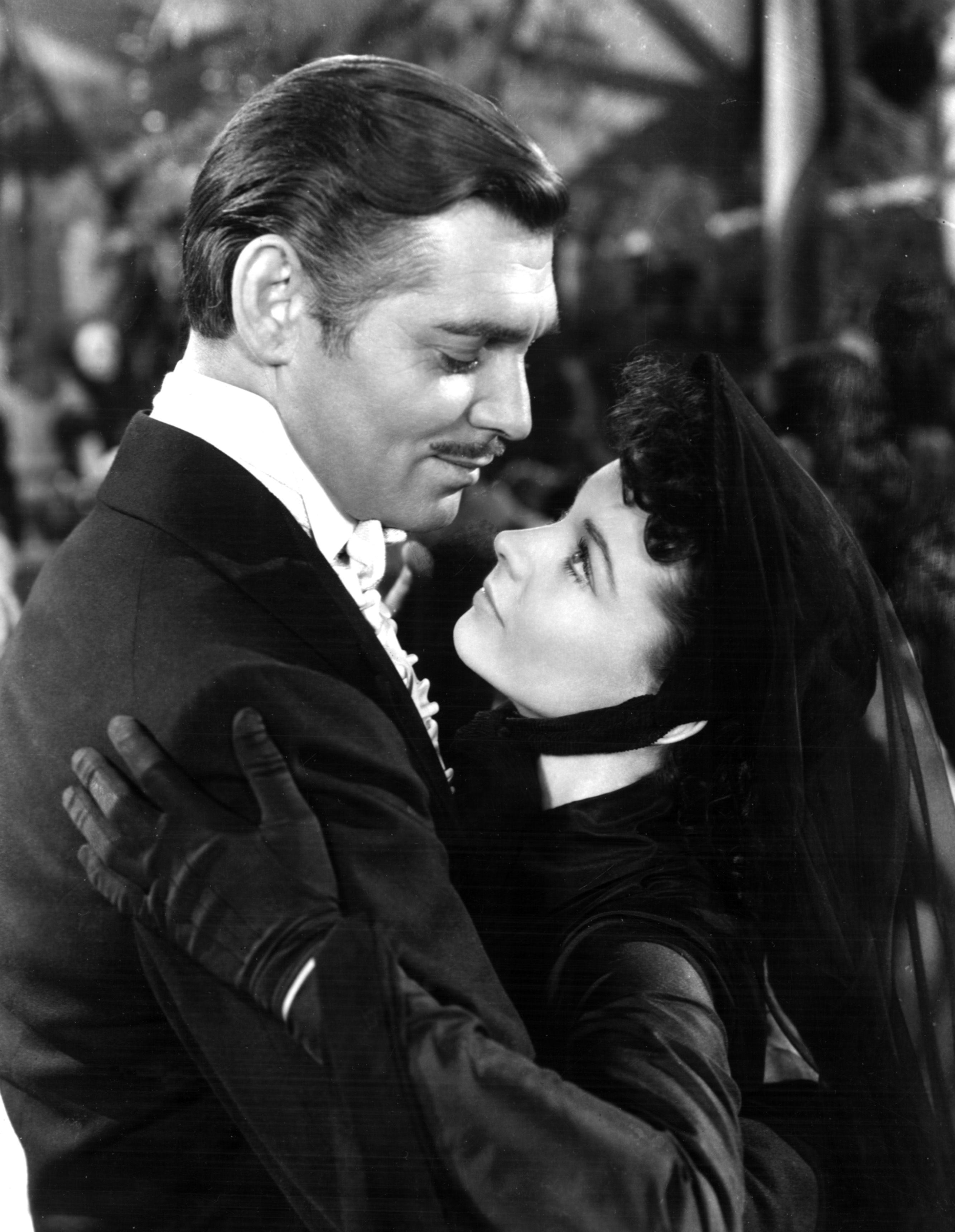
Gable i Vivien Leigh w Przeminęło z wiatrem

Chociaż przeczytał i cenił słynną powieść Margaret Mitchell, to sam miał awersję do grania w filmach kostiumowych po nieudanym występie w Parnell. Opinia publiczna wyraźnie optowała za wyborem aktora do roli Rhetta Butlera. Główny zainteresowany wspominał tę sytuację tak: Znalazłem się w pułapce wskutek splotu okoliczności, na które nie miałem wpływu. To było zabawne uczucie. Myślę, że teraz wiem, jak może czuć się mucha złapana w pajęczą sieć. Ostatecznie przystał na warunki zaproponowane przez producentów. Początkowo praca na planie była daleka od ideału, ponieważ Gable nie umiał znaleźć wspólnego języka z reżyserem George’em Cukorem i w końcu doprowadził do jego zwolnienia. Gdy kierownictwo przejął Victor Fleming, sytuacja uległa zmianie. Gable na planie filmu zaprzyjaźnił się z Hattie McDaniel, a gdy tej nie zaproszono na uroczystą premierę produkcji, zagroził, że sam też się na niej nie pojawi. Dopiero prośba czarnoskórej aktorki odstręczyła Gable’a od tego zamiaru. Kreacja Butlera przyniosła Gable’owi trzecią nominację do Oscara. Choć był głównym faworytem do zdobycia statuetki, tę zdobył Robert Donat. W kuluarach plotkowano, że Donat został wyróżniony, aby wzbudzić większe zainteresowanie widzów filmem Żegnaj Chips, który do tej pory był komercyjnym fiaskiem. Przedstawiciele Akademii stwierdzili, że Gable zajął trzecie miejsce w głosowaniu i został jeszcze uprzedzony przez Jamesa Stewarta. W drodze powrotnej na ranczo Carole Lombard próbowała pocieszyć męża, twierdząc żę „przywiozą [Oscara] do domu w następnym roku”, na co ten odparł: To była moja ostatnia szansa, nigdy więcej nie wygram .

### Lata 40. i udział w II wojnie światowej

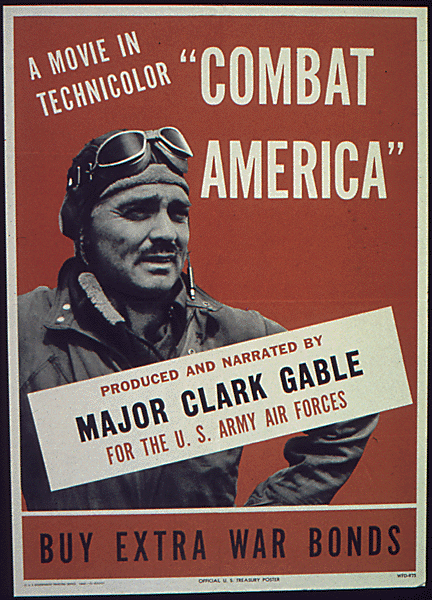
Gable na plakacie amerykańskiego filmu propagandowego Combat America

Początek lat nowej dekady wydawał się być udany dla Gable’a. Był spełniony w małżeństwie z Carole Lombard, a jego pierwszy western Honky Tonk osiągnął sukces komercyjny i zdobył uznanie w oczach krytyków. U boku Gable’a z powodzeniem wystąpiła wówczas zaledwie 20-letnia Lana Turner, z którą zagrał również w filmie Odnajdę cię wszędzie. Podczas gdy Gable pracował na planie, jego żona wybrała się w podróż lotniczą, aby wesprzeć wysiłek wojenny armii USA. Doszło do katastrofy, w której zginęli wszyscy uczestnicy lotu. Mimo życiowej tragedii dokończył kręcenie filmu Odnajdę cię wszędzie. Z powodu śmierci żony w 1942 zrezygnował z aktorstwa. Zdruzgotany po jej utracie, zaczął nadużywać alkoholu i odizolował się od społeczeństwa, miał także myśli samobójcze. Resztę życia spędził u boku kobiet, które w mniejszym lub większym stopniu przypominały Lombard.

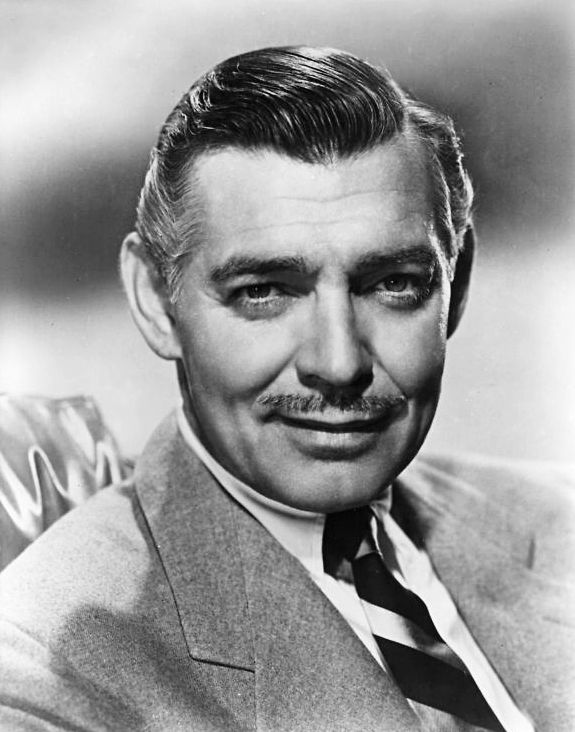
Gable (1940)

Wkrótce wstąpił do amerykańskich sił powietrznych, uznając, że jego dotychczasowe wysiłki na rzecz armii były niewystarczające. 12 września 1942 został mianowany szeregowcem w obecności setek dziennikarzy i fotoreporterów. Na konferencji prasowej powiedział: Nie chcę sprzedawać obligacji wojennych, nie chcę przemawiać, nie chcę bawić. Po prostu chcę być wysłany tam, gdzie jest ciężko. Otrzymał nieśmiertelnik o numerze 191-257-41, który nosił na szyi razem z medalionem, w którym znajdowały się szczątki kolczyka Lombard znalezione na miejscu katastrofy lotniczej. Wkrótce rozpoczął szkolenie wojskowe w Miami Beach na Florydzie. Był lubiany przez innych żołnierzy, a wielu z nich zaskoczyło to, że Gable nie domagał się specjalnego traktowania. Sam aktor miał do siebie dystans – pewnego dnia, przebywając we wspólnej łazience, wyjął swoją protezę i zaczął nią wymachiwać nad innymi żołnierzami, mówiąc: Patrzcie na króla Hollywood . Gable miał problemy z przyzwyczajeniem się do rytmu szkoły wojskowej i wielogodzinnej nauki każdego dnia, ale rozwiązał ten problem, ucząc się skryptów z wykładów tak, jakby były one scenariuszami do filmu. Początkowo na testach zostawiał puste miejsca w pytaniach zamkniętych, jeśli nie znał odpowiedzi, bo uważał „strzelanie” za rodzaj oszustwa. Pod koniec października zdał końcowe egzaminy, zajmując 700. miejsce spośród 2600 uczestników, i został podporucznikiem. Kontynuował szkolenie w innych miejscach, a w styczniu 1943 został strzelcem-obserwatorem. Większość czasu spędził w Anglii w RAF Polebrook. Wziął udział w pięciu misjach bojowych na III Rzeszę, w czasie jednej z nich omal nie zginął. W wolnym czasie pisał listy do wdów poległych żołnierzy i odwiedzał rannych w szpitalu polowym. Materiał z misji Gable’a stał się podstawą do propagandowego filmu Combat America. W maju 1944 został mianowany majorem, ale już 14 czerwca opuścił armię, ponieważ nie mógł brać udziału w następnych misjach ze względu na zbyt dojrzały wiek . Był odznaczony Zaszczytnym Krzyżem Lotniczym, Medalem Lotniczym, Medalem Kampanii Amerykańskiej, Medalem Kampanii Europejsko-Afrykańsko-Środkowowschodniej i Medalem Zwycięstwa.
Pod koniec 1945 wrócił do Hollywood. Film Przygoda, w którym wystąpił u boku Greer Garson, zebrała przeciętne opinie od krytyków i osiągnął umiarkowany sukces komercyjny. Następne produkcje, Handlarze (z Deborah Kerr) i Powrót (z Laną Turner), przywróciły jego silną pozycję w branży filmowej. Wykorzystał swoje wojenne doświadczenia w filmie Decyzja na komendę, grając generała brygady nadzorującego naloty bombowe na Niemcy. 

### Lata 50.

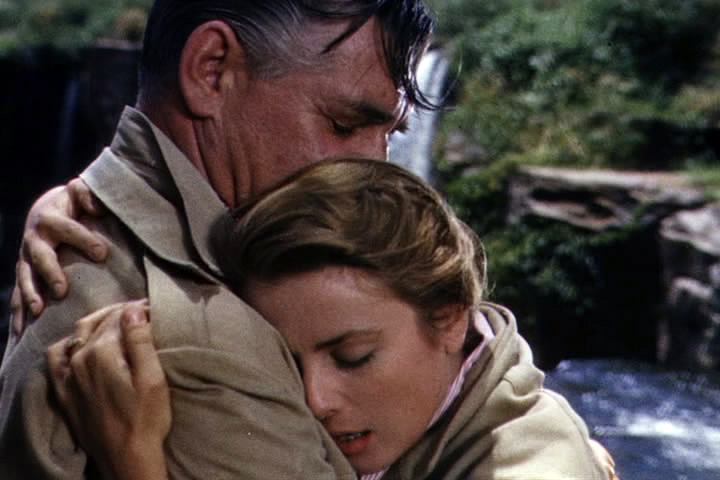
Gable i Grace Kelly w Mogambo

Po występie u boku Barbary Stanwyck w dobrze ocenianym przez krytyków filmie To Please a Lady spadł z listy najbardziej dochodowych gwiazd Hollywood. Według Warrena G. Harrisa przyczyną tego była zwiększona sprzedaż odbiorników telewizyjnych w całych USA, bowiem w tym samym czasie wiele innych filmów zanotowało niższy zysk niż przewidywano . W 1953 wystąpił z Avą Gardner i Grace Kelly w Mogambo, remake’u Kaprysu platynowej blondynki, który wyreżyserował John Huston. Film okazał się jednym z największych sukcesów kasowych we wspomnianym okresie i przyczynił się do odrodzenia kariery Gable’a. Zagrał też w filmie Never Let Me Go z Gene Tierney i Zdrada z Laną Turner; Zdrada była jego ostatnim filmem dla MGM.

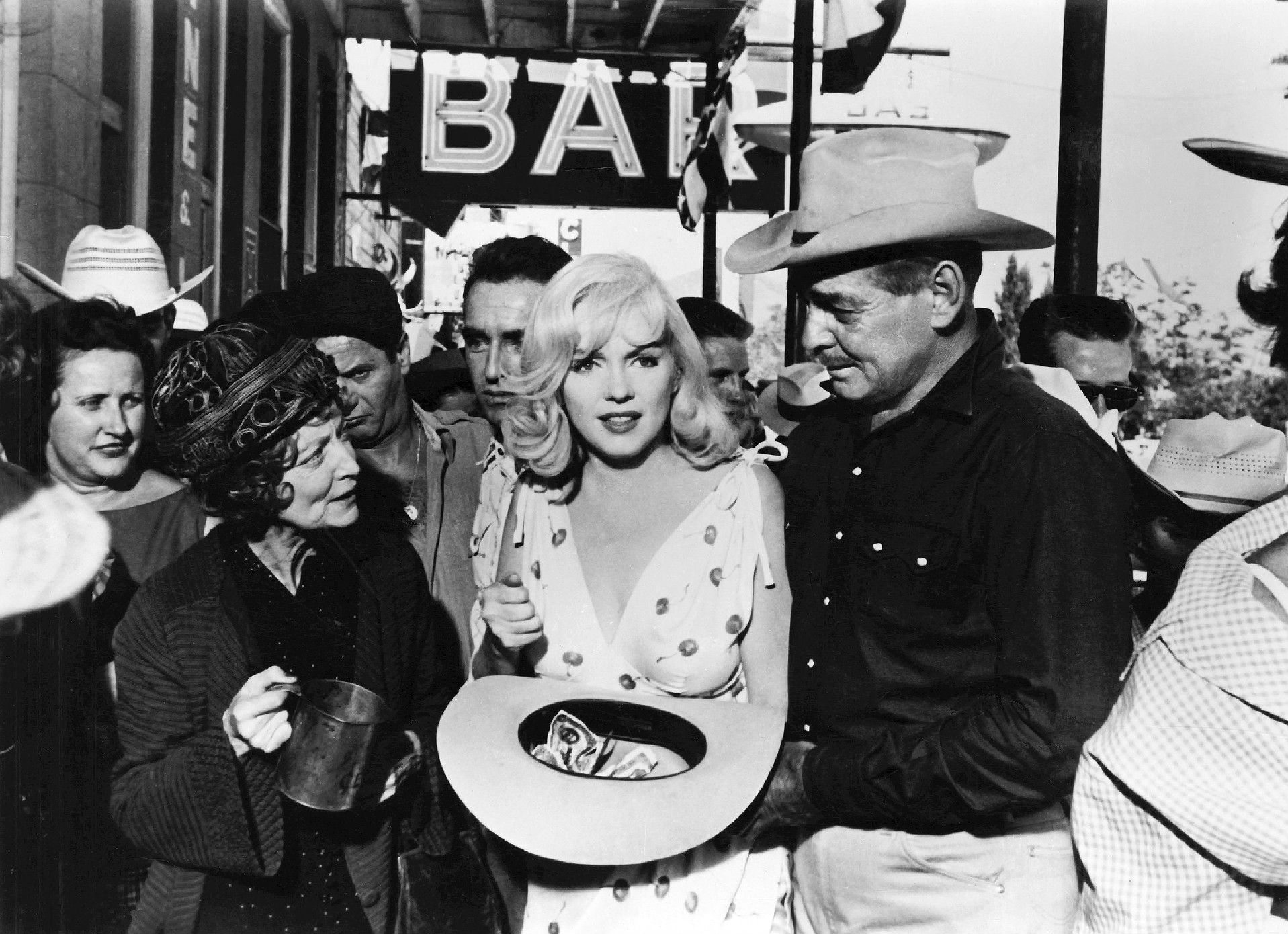
Marilyn Monroe i Gable w Skłóconych z życiem

Znużony graniem ról podobnych do siebie, wkrótce zerwał kontrakt z MGM i kontynuował karierę jako niezależny aktor. Jego pierwsze dwa filmy: przygodowy Żołnierz fortuny i western Dwaj z Teksasu, odniosły umiarkowany sukces. W 1955 razem z Jane Russell i jej mężem Bobem Waterfieldem założyli własną wytwórnię. Jedyny film, jaki wyprodukował Gable, to Król i cztery damy. W czasie powstawania Zatoki aniołów Sidney Poitier był świadkiem pogarszającej się kondycji Gable’a, który często miewał drgania głowy i rąk . U schyłku kariery wystąpił w dobrze przyjętej komedii romantycznej z Doris Day Prymus i w filmie wojennym Dramat w głębinach, w którym wystąpił z Burtem Lancasterem. Współpraca obu gwiazdorów nie układała się w pełni pomyślnie, czego przyczyną – zdaniem znawców tematu – były rozbieżne wizje dotyczące scenariusza filmu: Gable nie godził się na udział w scenie, która podważałaby jego kinowy wizerunek twardego, niezwyciężonego bohatera, dlatego opuścił plan filmowy, z kolei Lancaster naśmiewał się z dojrzałego wieku Gable’a. Panowie w końcu osiągnęli kompromis i wznowili produkcję filmu.
Konsekwentnie odrzucał propozycje ze strony coraz popularniejszej w USA telewizji. Na jednej z konferencji prasowych, w okresie kręcenia But Not for Me, stwierdził: Czas odgrywania ról dziarskich kochanków mam już za sobą. Nie jestem w nich wiarygodny. Aktorki, z którymi zaczynałem karierę, jak Joan Crawford czy Barbara Stanwyck od dłuższego czasu nie wcielają się w role słodkich dziewczyn. Teraz przyszedł na mnie czas. Muszę zachowywać się stosownie do wieku .

### Schyłek kariery
Lata 60. rozpoczęły się obiecująco dla Gable’a. Wystąpił u boku Sophii Loren w komedii romantycznej Zaczęło się w Neapolu, a następnie z Marilyn Monroe w Skłóconych z życiem w reżyserii Johna Hustona. Nie doczekał premiery filmu, ponieważ zmarł 16 listopada 1960, trzy dni po zakończeniu zdjęć.

### Radio
Podobnie jak wielu innych aktorów, występował w audycjach radiowych. Odtwarzał w nich swoje filmowe role z filmów Manhattan Melodrama czy Wolnych dusz. Był twarzą akcji charytatywnych i społecznych związanych ze skutkami powodzi z 1937 czy organizacją March of Dimes, która w 1945 zbierała fundusze na rzecz pomocy dzieciom z porażeniem mózgowym.

### Śmierć i pogrzeb

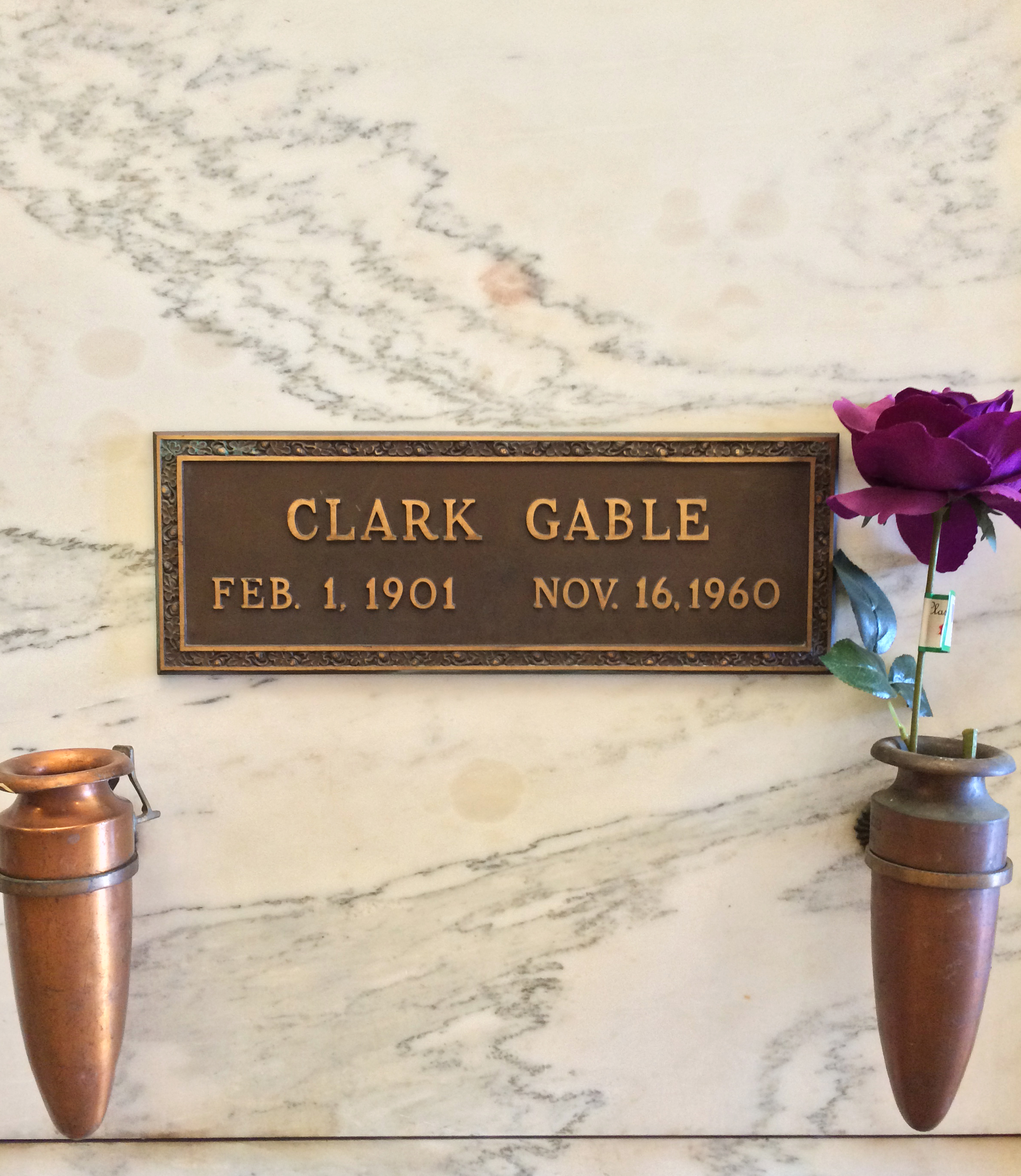
Grób Gable’a

Zmarł 16 listopada 1960 na atak serca, którego doznał dzień po zakończeniu zdjęć do filmu Skłóceni z życiem. Spekuluje się, że do śmierci aktora mogła doprowadzić restrykcyjna dieta, jaką obrał na potrzeby roli w filmie (stracił ponad 10 kg) lub też trudna współpraca na planie filmowym . Ponadto przez lata palił papierosy (nawet trzy paczki dziennie) i nie stronił od alkoholu (preferował whisky).
Został pochowany na cmentarzu Forest Lawn Memorial Park w Kalifornii, obok swojej trzeciej żony, Carole Lombard. Na pogrzeb przybyli m.in. Frank Capra, Marion Davies, Virginia Grey, John Huston, Van Johnson, Mervyn LeRoy, Arthur Miller, Norma Shearer, Robert Stack, James Stewart, Robert Taylor, Spencer Tracy. 

## Życie prywatne
Był ulubieńcem żeńskiej części publiczności, niegdyś przyznał, że dostał 5 tys. propozycji małżeństwa od fanek. W przeciwieństwie do swojego kinowego wizerunku był osobą dość wstydliwą, uchodził wręcz za samotnika, a tłumy niejednokrotnie go denerwowały. Aktor z dystansem mówił o sobie tak: Jestem tylko leniuchem z Ohio, który pojawił się w odpowiednim miejscu i w odpowiednim czasie. W czasie wolnym wędkował, brał udział w polowaniach i grywał w golfa. Słynął z przesadnego dbania o higienę, m.in. brał prysznic bądź kąpiel kilka razy dziennie. Z powodu choroby przyzębia musiał usunąć wszystkie zęby, a noszenie protezy spowodowało, że zmagał się z nieprzyjemnym zapachem z ust, na co uskarżała się m.in. Vivien Leigh na planie Przeminęło z wiatrem (choć Gable twierdził, że przed rozpoczęciem zdjęć jadł cebulę, by zezłościć tym aktorkę).
Przyjaźnił się m.in. z Lionelem Barrymore’em, Jamesem Stewartem, Davidem Nivenem, Spencerem Tracym i Robertem Taylorem. Związany był m.in. z Elizabeth Allan, Pauline Frederick, Jean Harlow, Virginią Grey, Paulette Goddard, Audrey Totter i Grace Kelly, ponadto przez 30 lat jego kochanką była aktorka Joan Crawford, którą poznał na planie filmu Dance, Fools, Dance. Miał też kilkuletni romans z dziennikarką Adele Rogers St John. 

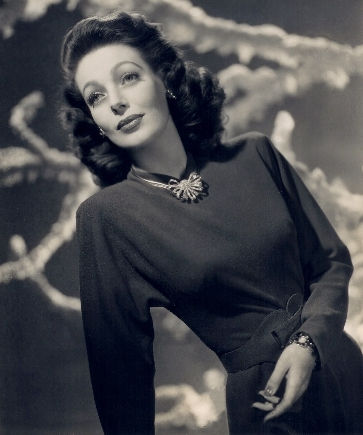
Loretta Young

Na planie Zewu krwi poznał Lorettę Young, z którą miał córkę Judy Lewis. Ujawnienie tożsamości dziecka wówczas żonatego Gable’a i znanej z katolickich poglądów Young wywołałoby obyczajowy skandal i złamałoby kariery obojga aktorów. Aby temu zapobiec, Young wycofała się na kilka miesięcy z życia publicznego, a po potajemnym porodzie oświadczyła, że adoptowała dziecko w San Diego. W 2015 Linda Lewis, synowa Young, oświadczyła, że Young wyznała jej, iż została zgwałcona przez Gable’a, a między obojgiem aktorów nie było niczego więcej poza niezobowiązującym flirtem. Young miała uświadomić sobie, co zaszło między nią a aktorem, oglądając jeden z programów Larry’ego Kinga, w którym mówiono o tzw. gwałcie na randce (ang. date rape). Rewelacje Lewis spotkały się ze sprzecznymi komentarzami historyków filmu: Robert Matzen wątpił, że kobieta tak obyta w świecie jak Young, nie wiedziałaby, czym jest termin date rape. Z kolei Stenn stwierdził, że „jeśli historia jest prawdziwa, to rzuca światło na paskudny okres Hollywood i sposób traktowania kobiet”. Faktem jest, że zarówno Gable i Young spędzali ze sobą dużo czasu poza planem Zewu krwi, o czym wspominał reżyser tego filmu William A. Wellman. Gable i Young ponadto zagrali ze sobą ponownie w 1950
Tyrone Power tak scharakteryzował osobowość aktora: Myślę, że nie ma nikogo takiego jak on. To nie znaczy, że chciałbym być na ekranie taki ponieważ jesteśmy różni. Chciałbym jednak wiedzieć jak on to robi, że każda dusza, którą spotkał, myśli o nim w superlatywach. Chciałbym wiedzieć, jak to robi, że każdy jeden dziennikarz uważa jego postępowanie za słuszne. Dlaczego może powiedzieć »nie« i sprawić, że ludzie bardziej to polubią od mówienia »tak«
Był pięciokrotnie żonaty.

### Małżeństwo z Josephine Dillon (1924–1930)

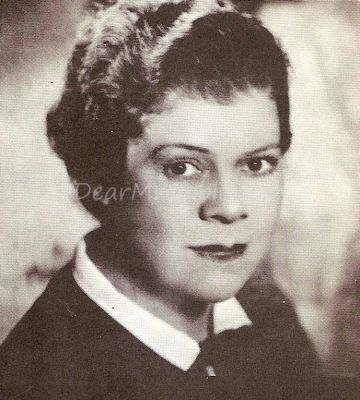
Josephine Dillon (1923)

Gable pierwszy raz spotkał Josephine Dillon prawdopodobnie podczas inauguracji jej szkoły teatralnej w Portland. Wkrótce został jej pilnym uczniem. 18 grudnia 1924 się pobrali, po czym zamieszkali razem. Nie skonsumowali małżeństwa, twierdząc, że ich związek powinien pozostać czysto formalny. Badacz życiorysu aktora, Warren G. Harris, podejrzewa, że Dillon była lesbijką, a być może biseksualistką, a z aktorem miało ją łączyć jedynie platoniczne uczucie. Miała też powiedzieć, że całe życie czekała na kogoś takiego, jak Gable, którego mogła prowadzić i kształtować do perfekcji . W miarę rozwoju kariery Gable spędzał z nią coraz mniej czasu, a w dodatku romansował z Rią Franklin. Dillon początkowo nie chciała zgodzić się na rozwód, ale w końcu wystąpiła z pozwem do sądu. Po ślubie Gable’a z Franklin w 1931 wysłała list do Louisa B. Mayera, szefa wytwórni MGM, w którym zagroziła, że opisze swój niedawny związek magazynom plotkarskim. Mayer, bez konsultacji z aktorem, w odpowiedzi zdecydował o przekazywaniu 200 dolarów miesięcznie na konto zdesperowanej Dillon.

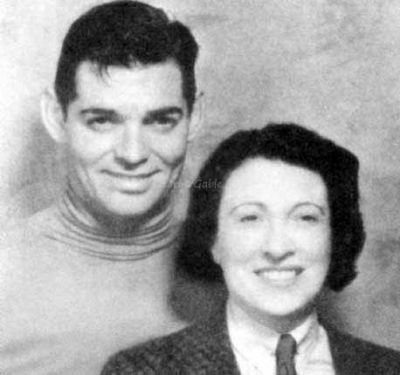
Ria Langham wraz z Clarkiem Gable

### Małżeństwo z Marią „Rią” Franklin (1931–1939)
Gable swoją drugą żonę poznał prawdopodobnie po jednym z jego występów na przełomie lat 20. i 30. Maria Langham była dziedziczką wielkiej fortuny po zmarłym mężu, Arturze Lucasie. Biograf Warren G. Harris stwierdził, że Gable poszukiwał „substytutu swojej matki i Ria spełniała wszelkie kryteria ku temu” . Franklin wpłynęła na sposób ubierania się i styl męża. Niewątpliwie była w nim zakochana, Gable jednak unikał tematu ślubu, dlatego rozgoryczona jego romansami kobieta zagroziła, że o całej sytuacji opowie plotkarskim gazetom. Gable zgodził się na legalizację związku, pobrali się w tajemnicy przed opinią publiczną. Jako że ich małżeństwo nie miało mocy prawnej w Kalifornii, wytwórnia MGM w 1931 zaaranżowała im drugi ślub. Para występowała i wspólnie pozowała do zdjęć tylko na oficjalnych uroczystościach, po powrocie do domu Gable zwykle opuszczał żonę i spędzał czas bez niej. W czasie trwania małżeństwa Gable nawiązał romans z Carole Lombard. Media szeroko śledziły każdy krok dwojga aktorów. Po tym, jak Gable został wybrany do roli w Przeminęło z wiatrem, wytwórnia przekazała aktorowi zaliczkę niezbędną do finalizacji rozwodu aktora z Franklin. Do zakończenia małżeństwa doszło w styczniu 1939.

### Małżeństwo z Carole Lombard (1939–1942)

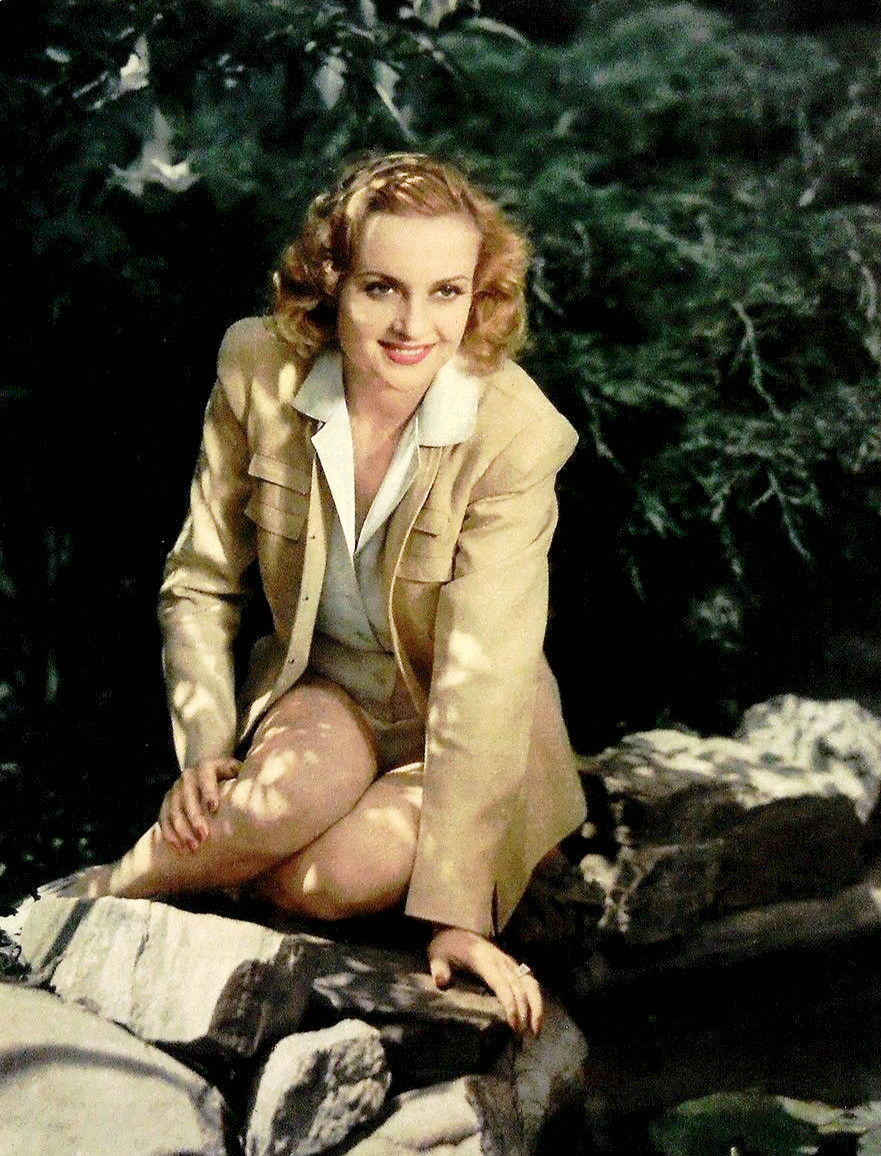
Carole Lombard

Gable po raz pierwszy spotkał Lombard prawdopodobnie w czasie powstawania filmu Ben Hur: A Tale of the Christ (1925), kiedy oboje wówczas byli mało znaczącymi aktorami. Siedem lat później wystąpili razem w No Man of Her Own, ale dopiero po udziale w balu w domu ich wspólnego przyjaciela Johna Whitneya w Beverly Hills w 1936 zdecydowali się ze sobą spotykać. Wkrótce stali się jedną z najbardziej rozpoznawalnych par Hollywood, występując na premierach filmowych i rozdaniu Oscarów. Ich związek budził sensację, ponieważ Gable wciąż był żonaty z Rią Franklin. Para zakupiła ranczo Encino, na którym spędzali wspólnie czas. Mieszkali też w sąsiadujących ze sobą domach w Bel Air.
Gable poślubił Lombard w 1939 podczas uroczystości zorganizowanej w Kingman w stanie Arizona. Zaraz po niej nowożeńcy wrócili do Los Angeles, aby wystąpić na konferencji prasowej. Plotkarskie magazyny natychmiast okrzyknęły Gable’a i Lombard „romansem stulecia” i „najlepiej dobraną parą w historii”. Wolny czas małżonkowie spędzali wspólnie, a Lombard pomagała mężowi w próbach do scen tańca z Idiot’s Delight. Pomimo dwuletnich starań, para nie mogła doczekać się potomka, najpewniej z powodu niskiej zawartości plemników w spermie Gable’a. Aktor był niewiernym mężem, ale żona wybaczała mu zdrady.
Atak na Pearl Harbor i w konsekwencji przystąpienie USA do II wojny światowej spowodowały, że para aktorów chciała zaangażować się w promocję sprzedaży bonów wojennych (war bonds). Gable jednak nie mógł podróżować z żoną, ponieważ pracował na planie jednego ze swoich filmów. Z powodu jednej ze sprzeczek nie odprowadził jej na lotnisko. Wstrząsające wieści o wypadku samolotu z Lombard na pokładzie przekazał aktorowi pracownik wytwórni MGM, Eddie Mannix. Zdruzgotany Gable wrócił do Los Angeles z ciałami żony, teściowej, po czym wykupił na cmentarzu Forest Lawn trzy miejsca pochówk (trzecie dla siebie). Skromny pogrzeb odbył się 21 stycznia 1942 Ellaine, żona Johna Barrymore’a, tak określiła relację, jaka łączyła Clarka i Carole: Clark uwielbiał ją, była światełkiem w jego oczach. Przyznał mi się, że zawsze miał etykietkę kobieciarza, ale z Carole, to było coś innego. On był naprawdę zakochany. Jej utrata była dla niego jak zabranie duszy. Widywałam go sporadycznie później. Nie dostrzegłam więcej tego światełka. Nawet gdy się uśmiechał. Po śmierci żony załamał się i wstąpił do amerykańskich sił powietrznych.

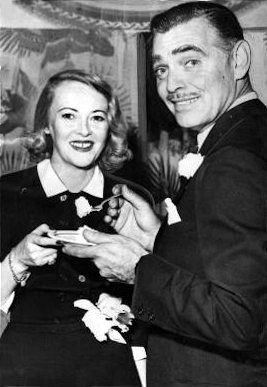
Sylvia Ashley i Gable

### Małżeństwo z Sylvią Ashley (1949–1952)
Po ponad siedmiu latach wdowieństwa Gable związał się na stałe z byłą angielską modelką Sylvią Ashley, którą poznał latem 1949 na przyjęciu wydanym przez Minnie Wallis, byłą agentkę aktora. Wcześniej spotykał się z Virginią Grey, jednak nie planował z nią ślubu. Ashley poślubił w grudniu 1949, zaledwie trzy dni po zaręczynach. Już pierwsze miesiące małżeństwa uwidoczniły różnice między sposobem bycia i spędzania czasu małżonków. Ashley nie radziła sobie z gotowaniem, nie przepadała też za rozrywkami męża (wędkarstwem i polowaniami), za to uwielbiała przebywać w towarzystwie snobistycznych wyższych sfer, m.in. europejskich arystokratów i aktorów, takich jak Clifton Webb czy Ronald Colman, z kolei Gable nie przepadał za wystawnymi przyjęciami i wolał otoczenie dawnych znajomych, takich jak Fred Astaire, Gary Cooper czy Jack Benny. Poza tym uchodził za ikonę stylu i nie akceptował tego, że żona ingeruje w jego garderobę i sugeruje mu, w co ma się ubrać. Nie rozumiał też, czemu jego wybranka musi mieć osobistą sprzątaczkę, poza tym nie tolerował nastoletniego kuzyna żony, Timothy’ego Blecka, który trwonił na rozrywki tysiące dolarów. Do kulminacji konfliktu między parą doszło na zorganizowanym przez Ashley przyjęciu z okazji 50. rocznicy urodzin Gable’a, na którym podano nienadające się do spożycia potrawy, przez co obrażony opuścił imprezę i kilka godzin przesiedział w swoim pokoju. Ashley próbowała załagodzić sytuację i odwieść męża od rozwodu, ale ten twierdził, że „nie jest szczęśliwy, będąc żonatym mężczyzną”. Gable wyznał swojemu przyjacielowi Johnowi Lee Mahinowi, że „musiał być chyba pijany, kiedy się oświadczał” . W maju 1951 Ashley złożyła pozew rozwodowy w sądzie w Santa Monica.

### Małżeństwo z Kay Spreckles (1955–1960)
Po rozwodzie z Ashley romansował m.in. z Grace Kelly. Latem 1954 odnowił znajomość z poznaną w połowie lat 40. modelką Kathleen Spreckles, de domo Williams. Para szybko przypadła sobie do gustu, zwłaszcza że oboje mieli podobne pasje, a Gable ponadto lubił spędzać czas z dwójką dzieci Kay. Pobrali się 11 lipca 1955 w Minden w Nevadzie. Trzy miesiące później Spreckles ogłosiła, że jest w ciąży, jednak wkrótce później poroniła z powodu infekcji wirusowej. Gable zdecydował się na przerwę w działalności zawodowej i poświęcił ten czas na opiekę nad żoną, a gdy jej stan zdrowia się poprawił, aktor wrócił na plan filmowy. Oboje angażowali się w życie lokalnej społeczności – Gable z sukcesem prowadził kampanię przeciwko sprzedaży parku deweloperowi. Tydzień po swoich 44. urodzinach Spreckles zaszła w ciążę, a Gable przyznał, że zamierza wziąć udział w jeszcze jednym filmie i poświęcić się życiu rodzinnemu. Planował rozbudowę swojego rancza dla dzieci Kay i oczekiwanego syna. Plany przerwała śmierć aktora. Syn, John, urodził się już po śmierci Gable’a.
Spreckles po śmierci Gable’a nigdy nie wyszła już za mąż, poświęciła się trójce swoich dzieci i brała udział w akcjach charytatywnych. W 1973 sprzedała ranczo Encino i przeniosła się do Beverly Hills. Zmarła w 1983 .

### Poglądy polityczne
Był republikaninem, aczkolwiek o swoich poglądach politycznych starał się nie wspominać. W 1944 r. został członkiem Motion Picture Alliance for the Preservation of American Ideals, a w latach 50. wsparł kandydaturę Dwighta Eisenhowera na urząd prezydenta. Na kilka dni przed śmiercią oddał głos na Richarda Nixona.

## Filmografia
| Rok  | Tytuł                       | Rola                                    | Uwagi                                       | Źr.     |
| ---- | --------------------------- | --------------------------------------- | ------------------------------------------- | ------- |
| 1924 | White Man                   | brat lady Andrei                        |                                             | [ 117 ] |
| 1924 | Zakazany raj                | żołnierz w wojsku Czariny               | tytuł oryg.: Forbidden Paradise             | [ 118 ] |
| 1925 | The Pacemakers              |                                         |                                             | [ 119 ] |
| 1925 | Gwiazda Północna            | Archie West                             | tytuł oryg.: North Star                     | [ 120 ] |
| 1925 | The Plastic Age             | sportowiec                              | tytuł oryg.: Czas szkoły                    | [ 121 ] |
| 1931 | Possessed                   | Mark Whitney                            |                                             | [ 122 ] |
| 1931 | The Easiest Way             | Nick Feliki                             |                                             | [ 123 ] |
| 1931 | Dance, Fools, Dance         | Jake Luva                               |                                             | [ 124 ] |
| 1931 | The Finger Points           | Louis J. Blanco                         |                                             | [ 125 ] |
| 1931 | Malowana pustynia           | Rance Brett                             | tytuł oryg.: The Painted Desert             | [ 126 ] |
| 1931 | Sporting Blood              | Rid Riddell                             |                                             | [ 127 ] |
| 1931 | Night Nurse                 | Nick                                    | tytuł oryg.: Nocna pielęgniarka             | [ 128 ] |
| 1931 | Laughing Sinners            | Carl Loomis                             |                                             | [ 129 ] |
| 1931 | Zuzanna Lenox               | Rodney                                  | tytuł oryg.: Susan Lenox: Her Fall and Rise | [ 130 ] |
| 1931 | Wolne dusze                 | Ace Wilfong                             | tytuł oryg.: A Free Soul                    | [ 131 ] |
| 1931 | Hell Divers                 | Steve Nelson                            |                                             | [ 132 ] |
| 1931 | The Secret Six              | Carl Luckner                            |                                             | [ 133 ] |
| 1932 | Polly z cyrku               | Wielebny John Hartley                   | tytuł oryg.: Polly of the Circus            | [ 134 ] |
| 1932 | No Man of Her Own           | Babe Stewart                            |                                             | [ 135 ] |
| 1932 | Strange Interlude           | Ned Darrell                             |                                             | [ 136 ] |
| 1932 | Kaprys platynowej blondynki | ‘Denny’/‘Fred’ Carson                   | tytuł oryg.: Red Dust                       | [ 137 ] |
| 1933 | Biała siostra               | Giovanni Severi                         | tytuł oryg.: The White Sister               | [ 138 ] |
| 1933 | Tańcząca Wenus              | Patch Gallagher                         | tytuł oryg.: Dancing Lady                   | [ 139 ] |
| 1933 | Nocny lot                   | Jules                                   | tytuł oryg.: Night Flight                   | [ 140 ] |
| 1933 | W twoich ramionach          | Eddie Hall                              | tytuł oryg.: Hold Your Man                  | [ 141 ] |
| 1934 | Forsaking All Others        | Jeffrey ‘Jeff’/‘Jeffy’ Williams         |                                             | [ 142 ] |
| 1934 | Manhattan Melodrama         | Edward J. ‘Blackie’ Gallagher           |                                             | [ 143 ] |
| 1934 | Ludzie w bieli              | dr George Ferguson                      | tytuł oryg.: Men in White                   | [ 144 ] |
| 1934 | Uwięzieni                   | Michael ‘Mike’ Bradley                  | tytuł oryg.: Chained                        | [ 145 ] |
| 1934 | Ich noce                    | Peter Warne                             | tytuł oryg.: It Happened One Night          | [ 146 ] |
| 1935 | After Office Hours          | James ‘Jim’ Branch                      |                                             | [ 147 ] |
| 1935 | Zew krwi                    | Jack Thornton                           | tytuł oryg.: The Call of the Wild           | [ 148 ] |
| 1935 | Bunt na Bounty              | Fletcher Christian                      | tytuł oryg.: Mutiny on the Bounty           | [ 149 ] |
| 1935 | Chińskie morza              | kapitan Alan Gaskell                    | tytuł oryg.: China Seas                     | [ 150 ] |
| 1936 | San Francisco               | Blackie Norton                          |                                             | [ 151 ] |
| 1936 | Żona czy sekretarka         | Van ‘V.S.’/‘Jake’ Stanhope              | tytuł oryg.: Wife vs. Secretary             | [ 152 ] |
| 1936 | Love on the Run             | Michael ‘Mike’ Anthony                  |                                             | [ 153 ] |
| 1936 | Cain i Mabel                | Larry Cain                              | tytuł oryg.: Cain and Mabel                 | [ 154 ] |
| 1937 | Parnell                     | Charles Stewart Parnell                 |                                             | [ 155 ] |
| 1937 | Saratoga                    | Duke Bradley                            |                                             | [ 156 ] |
| 1938 | Too Hot to Handle           | Chris Hunter                            |                                             | [ 157 ] |
| 1938 | Brawura                     | Jim Lane                                | tytuł oryg.: Test Pilot                     | [ 158 ] |
| 1939 | Idiot’s Delight             | Harry Van                               |                                             | [ 159 ] |
| 1939 | Przeminęło z wiatrem        | Rhett Butler                            | tytuł oryg.: Gone with the Wind             | [ 160 ] |
| 1940 | Strange Cargo               | André Verne                             |                                             | [ 161 ] |
| 1940 | Gorączka nafty              | Big John ‘The Moose’/‘J.M.’ McMasters   | tytuł oryg.: Boom Town                      | [ 162 ] |
| 1940 | Towarzysz X                 | McKinley B. ‘Mac’ Thompson              | tytuł oryg.: Comrade X                      | [ 163 ] |
| 1941 | Honky Tonk                  | ‘Candy’ Johnson                         |                                             | [ 164 ] |
| 1941 | They Met in Bombay          | Gerald Meldrick/M. Gibbons/Capt. Huston |                                             | [ 165 ] |
| 1942 | Odnajdę cię wszędzie        | Jonathon ‘Jonny’ Davis                  | tytuł oryg.: Somewhere I’ll Find You        | [ 166 ] |
| 1945 | Adventure                   | Harry Patterson                         |                                             | [ 167 ] |
| 1947 | Handlarze                   | Victor Albee Norman                     | tytuł oryg.: The Hucksters                  | [ 168 ] |
| 1948 | Powrót                      | Ulysses Delby ‘Lee’ Johnson             | tytuł oryg.: Homecoming                     | [ 169 ] |
| 1948 | Decyzja na komendę          | gen. bryg. K.C. ‘Casey’ Dennis          | tytuł oryg.: Command Decision               | [ 170 ] |
| 1949 | Any Number Can Play         | Charley Enley Kyng                      |                                             | [ 171 ] |
| 1950 | Key to the City             | Steve Fisk                              |                                             | [ 172 ] |
| 1950 | To Please a Lady            | Mike Brannan                            |                                             | [ 173 ] |
| 1951 | Missouri                    | Flint Mitchell                          | tytuł oryg.: Across the Wide Missouri       | [ 174 ] |
| 1952 | Samotna gwiazda             | Devereaux Burke                         | tytuł oryg.: Lone Star                      | [ 175 ] |
| 1953 | Never Let Me Go             | Philip Sutherland                       |                                             | [ 176 ] |
| 1953 | Mogambo                     | Victor Marswell                         |                                             | [ 177 ] |
| 1954 | Zdrada                      | Pieter Deventer                         | tytuł oryg.: Betrayed                       | [ 178 ] |
| 1955 | Dwaj z Teksasu              | płk Ben Allison                         | tytuł oryg.: The Tall Men                   | [ 179 ] |
| 1955 | Żołnierz fortuny            | Hank Lee                                | tytuł oryg.: Soldier of Fortune             | [ 180 ] |
| 1956 | Król i cztery damy          | Dan Kehoe                               | tytuł oryg.: The King and Four Queens       | [ 181 ] |
| 1957 | Zatoka Aniołów              | Hamish Bond                             | tytuł oryg.: Band of Angels                 | [ 182 ] |
| 1958 | Dramat w głębinach          | kmdr Richardson                         | tytuł oryg.: Run Silent Run Deep            | [ 183 ] |
| 1958 | Prymus                      | James ‘Jim’ Gannon/Jim Gallagher        | tytuł oryg.: Teacher’s Pet                  | [ 184 ] |
| 1959 | But Not for Me              | Russell ‘Russ’ Ward                     |                                             | [ 185 ] |
| 1960 | Zaczęło się w Neapolu       | Michael Hamilton                        | tytuł oryg.: It Started in Naples           | [ 186 ] |
| 1961 | Skłóceni z życiem           | Gay Langland                            | tytuł oryg.: The Misfits                    | [ 187 ] |

## Miejsce w kulturze popularnej
Uznawany jest za jeden z symboli męskości w Złotej Erze Hollywood, ale także historii kina.
Charakterystyczną cechą fizjonomii Gable’a były odstające uszy, a także niewielkie wąsy typu pencil, które stały się jego znakiem rozpoznawczym.
Był postacią występującą lub wspominaną m.in. w kreskówkach Warner Bros. oraz w serialu Star Trek. Nonszalancka postawa chrupiącego marchewkę królika Bugsa inspirowana była sceną z filmu Ich noce. Stanowił także inspirację dla Jerry’ego Siegela i Joe Schustera przy tworzeniu alter ego Supermana, Clarka Kenta.
Jest adresatem piosenki „You Made Me Love You”, wykonanej po raz pierwszy przez Judy Garland w 1937 r.
Gable był ulubionym aktorem Adolfa Hitlera. Wyznaczył on nagrodę dla człowieka, który pojmałby słynnego aktora . Także dyktator ZSRR, Józef Stalin, był sympatykiem talentu Clarka Gable’a. Marilyn Monroe natomiast wierzyła, że wspomniany aktor tak naprawdę był jej prawdziwym ojcem.

## Dodatkowe informacje
- Postać Clarka Gable’a pojawiła się w filmie animowanym Mickey’s Polo Team. W którym drużyna Myszki Miki rozgrywa mecz polo z drużyną złożoną z przedwojennych aktorów. Clark Gable jest pośród publiczności razem Klarabellą.
- Postać Clarka Gable’a, a także wielu innych przedwojennych amerykańskich aktorów, pojawiła się w filmie animowanym The Autograph Hound z 1939, gdzie Kaczor Donald włamuje się do studia filmowego, aby zdobyć autografy.
- Występuje również w kreskówce  Hollywood Steps Out z 1941 roku. Jest tam ukazany ścigając tajemniczą kobietę, którą okazuje się być Groucho Marx w przebraniu.

## Cytaty
Słowa Frankly, my dear, I don’t give a damn wypowiedziane przez Rhetta Butlera, postać, którą grał Gable w Przeminęło z wiatrem, zostały uznane przez Amerykański Instytut Filmowy za najbardziej pamiętny cytat w historii amerykańskiego kina.

## Nagrody i nominacje
- 1935: Oscar w kategorii najlepszy aktor za film Ich noce
- 1936: nominacja do Oscara w kategorii najlepsza główna rola męska za film Bunt na Bounty
- 1940: nominacja do Oscara w kategorii najlepsza główna rola męska za film Przeminęło z wiatrem
- 1959: nominacja do Złotego Globu w kategorii najlepszy aktor w komedii lub musicalu za film Prymus
- 1960: nominacja do Złotego Globu w kategorii najlepszy aktor w komedii lub musicalu za film But Not for Me[199]